# Индексни термин
Индексни термин такође и термин субјекта, наслов субјекта, дескриптор или кључна реч је термин који описује суштину теме неког документа. Индексни термини сачињавају контролни вокабулар за употребу у библиографским записима. Они су интегрални део библиографске контроле; функције по којој библиотеке прикупљају, организују и дисеминују документа. Претраживањем кључне речи за добављање докумената у информационом систему. Популарна форма кључне речи на вебу су тагови који су јавно видљиви и могу их доделити обични људи. Индексни термини се могу састојати од речи, фразе или алфанумеричког термина. Праве се: анализом документа - субјектним индексирањем, аутоматским индексирањем или софистицирано - извлачењем кључних речи. Индексни термини могу бити из контролног вокабулара или слободно додељени.